# Camí del Salamó
El Camí del Salomó és una pista rural del terme municipal de Granera, a la comarca del Moianès.

El Camí del Salomó, respecte de Granera

Està situat en el sector central-meridional del terme. Arrenca d'uns 250 metres al nord de la masia de l'Óssol, del que hi mena, des d'on s'adreça cap al sud per tòrcer de seguida cap al sud-est; travessa el torrent de la Riera i el segueix aigües amunt pel marge dret, fins que troba l'arrencada, cap al nord-est, del Camí de Tantinyà. Tot seguit va a buscar la vall del torrent del Salomó, que remunta el primer tros per la vora esquerra, i més endavant per la dreta. Passa a migdia i dessota del Pla de les Falgueres, i emprèn un tram de forts revolts per anar pujant cap a la carena on es troba la masia del Salomó, on arriba en 2,7 quilòmetres.